# Stranded On Earth

Stranded On Earth est un album de Valient Thorr sorti en 2003.

## Liste des titres
1. One Tuff Customer
2. Bigger Badder
3. Radiation
4. Time Zone
5. The Apprentice
6. Don’t Stop
7. Stuck
8. Running The Gauntlet
9. Swallows Of Love
10. Walk On Wine
11. Stranded On Earth
12. Ballad of the Morning Star